# علي الفزاني
علي عبد السلام أبوبكر الفزاني (1936- 2000) شاعر ليبي ولد في مدينة صرمان، من مؤسسي اتحاد الكتّاب الليبيين ومؤسس فرع رابطة الأدباء والكتاب ببنغازي.

## نشأته
نشأ نشأة دينية على يد والده الذي عمل بالقضاء، هاجر مع أسرته في عام 1947 إلى بنغازي وتخرج العام 1953 بدبلوم عال في التمريض. أكمل دراسته حتى الثانوية في الوقت نفسه بدأ ينشر بعض قصائده، وقد نشر أولها في جريدة «برقة» وتوقف عن النشر بها سنة 1965، ثم بدأ إنتاجه يخرج في الصحف نثرًا وشعرًا ينظم على الطريقتين التقليدية والحديثة.

## وفاته
توفي في برن في سويسرا العام 2000 ودفن في بنغازي.

## دواوينـه
- - رحلة الضياع- دار مكتبة الأندلس/1967
- - أسفار المدينة المضيئة- دار مكتبة الأندلس/1968
- - قصائد مهاجرة- دار مكتبة الأندلس/1969
- - الموت فوق المئذنة- المكتبة الوطنية/1973
- - المجموعة الشعرية الأولى- الدار الجماهيرية/1975.. (تحوي المجموعات: رحلة الضياع/ أسفار - المدينة المضيئة/ قصائد مهاجرة/ الموت فوق المئذنة).
- - مواسم الفقدان- الدار الجماهيرية/1977
- - الطوفان آت- الدار الجماهيرية/1981
- - دمي يقاتلني الآن والقنديل الضائع- الدار الجماهيرية/1984
- - أرقص حافياً- الدار الجماهيرية/1995
- - طائر الأبعاد الميتة- اتحاد الكتاب العرب/1995
- - فضاءات اليمامة العذراء- الدار الجماهيرية/1998

## روابط خارجية
- علي الفزاني على موقع أرشيف الشارخ.